# Jakob Käch
Jakob Käch (* 22. August 1908 in Nottwil; † 18. Juni 1983 in Muri, katholisch, heimatberechtigt in Buttisholz) war ein Schweizer Politiker (CVP).

## Leben
Jakob Käch, als Sohn des Bauern Jakob Käch und der Anna geborene Burkart in Nottwil geboren, besuchte zuerst von 1920 bis 1928 die Gymnasien in Beromünster und Einsiedeln, anschliessend belegte er von 1930 bis 1933 ein Agronomiestudium in Zürich, das er mit dem Erwerb des Ing. agr. ETH. beendete.
Ab 1934 war Käch als Hauptlehrer an der Landwirtschaftlichen Schule in Brugg tätig. Dazu fungierte er von 1941 bis 1976 als Leiter der kantonalen Zentralstelle für Ackerbau sowie ab 1944 auch als Geschäftsführer der Aargauischen Saatzuchtgenossenschaft. In den Jahren 1956 bis 1974 wurde Käch als Rektor der Landwirtschaftsschule Muri, deren Auf- und Ausbau besonders mit seinem Namen in Verbindung gebracht wird, eingesetzt.
Jakob Käch, der mit Elsa geborene Keser verheiratet war, verstarb am 18. Juni 1983 zwei Monate vor Vollendung seines 75. Lebensjahres in Muri.
Der katholisch-konservative Politiker Käch hatte von 1947 bis 1955 Einsitz im Nationalrat. Jakob Käch galt als Experte für Güterregulierungen und setzte sich für die Reusstalsanierung als Vorstandsmitglied und Aktuar der Schätzungskommission ein.

## Weblink
- Sarah Brian Scherer: Käch, Jakob. In: Historisches Lexikon der Schweiz.

| Personendaten    | Personendaten             |
| ---------------- | ------------------------- |
| NAME             | Käch, Jakob               |
| KURZBESCHREIBUNG | Schweizer Politiker (CVP) |
| GEBURTSDATUM     | 22. August 1908           |
| GEBURTSORT       | Nottwil                   |
| STERBEDATUM      | 18. Juni 1983             |
| STERBEORT        | Muri                      |